# Rieppeleon
Rieppeleon là một chi tắc kè nhỏ trong họ Chamaeleonidae. Chúng thường xuất hiện ở vùng Đông Phi.

## Các loài
- Rieppeleon brachyurus (Günther, 1893)
- Rieppeleon brevicaudatus (Matschie, 1892)
- Rieppeleon kerstenii (W. Peters, 1868)